# Manuel del Palacio
Manuel del Palacio y Simó, född den 24 december 1832 i Lerida, död den 5 juni 1906 i Madrid, var en spansk skald.
del Palacio blev för sina radikala tidningsartiklar deporterad till  Puerto Rico, men återkom efter revolutionen 1868, utnämndes till minister i Montevideo och blev slutligen bankinspektör. I spanska akademien tog del Palacio 1892 inträde med ett tal över "La poesia". del Palacio var en stor verskonstnär, i besittning av mycken esprit, hänförelse och en underbar improvisationsförmåga, som med stormande förtjusning mottogs inom madridsocieteten. Han skrev sonetter, legender, satirer, elegier, epigram och var verksam både som tidningsman och översättare. Bland del Palacios arbeten kan nämnas legenderna Adriana och Juan Bravo el comunero, Fruta verde, vers och prosa (1881), Melodías íntimas, sonetter, Veladas de otoño (1884) och El niño de nieve (1889), en arabisk berättelse.